# 南徐州 (刘宋)
南徐州，中国古代的州。

## 沿革
東晉初，徐州北部諸郡先後陷於後趙。此後，徐州治所屢有遷徙，部分領郡屢復屢陷。義熙六年（410年）滅南燕後收復徐州北部諸郡。義熙七年（411年），以淮水為界將徐州一分為二，淮北為北徐州（治彭城，在今江蘇省徐州市），淮南為徐州（治廣陵，在今江蘇省揚州市邗江區西）。徐州領六郡：廣陵郡、海陵郡、盱眙郡、鍾離郡、山陽郡、秦郡。
南朝宋永初二年（421年），改徐州為南徐州，北徐州為徐州。元嘉八年（431年），南徐州諸郡併入南兗州，而割楊州之晉陵郡、南兗州江南九僑郡僑置南徐州，南徐州遂由江北移置江南，治南東海郡丹徒縣京口（今江蘇省鎮江市）。至此，南徐州領實郡一：晉陵郡；有實縣之僑郡二：南東海郡、南琅邪郡。
元嘉三十年（431年），南兗州併入南徐州。孝建元年（454年），分南徐州復置南兗州。大明七年（463年），割楊州吳郡屬南徐州。大明八年（464年），吳郡還屬楊州。泰始四年（468年），割楊州義興郡屬南徐州。至此，南徐州領實郡二：晉陵郡、義興郡；有實縣之僑郡二：南東海郡、南琅邪郡。辖境相当今江苏省镇江、常州、无锡、锡山、丹徒、丹阳、江阴、武进等市县及南京、句容、张家港、常熟等市部分地区。
南朝齊永明二年（484年），義興郡還屬楊州，不久即復屬南徐州。
南朝梁天監元年（502年），改南東海郡為南蘭陵郡。天監六年（507年），分晉陵郡置信義郡。後改南琅邪郡為雙頭郡南琅邪彭城二郡。太平二年（557年），分晉陵郡置江陰郡。至此，南徐州領實郡四：晉陵郡、信義郡、江陰郡、義興郡；有實縣之僑郡二：南蘭陵郡、南琅邪彭城二郡。
南朝陳永定二年（558年），改南蘭陵郡為東海郡。
隋朝開皇九年（589年）滅陳後廢除南徐州及其領郡，南徐州故地分屬三州：揚州（故東海郡、晉陵郡部分）、常州（故晉陵郡部分、江陰郡、義興郡）、蘇州（故信義郡）。

## 地志
- 山谦之撰：《南徐州记》二卷

## 長官
附：東晉徐州刺史（411年－420年）
- 劉裕（411年－415年）[3]
- 劉柳（415年）[4]
- 蕭源之（415年－416年）[5]
- 劉義符（416年）[6]
- 劉義隆（416年－418年）[7]
- 劉道鄰（418年－420年）[8]

附：劉宋徐州刺史（420年－421年）
- 劉道鄰（420年－421年）[8]

劉宋南徐州刺史（421年－479年）
- 劉道鄰（421年－422年）[8]
- 劉義康（422年－426年）
- 劉義恭（426年－429年）
- 劉義康（429年－432年）
- 劉義季（432年－439年）
- 劉義宣（439年－444年）
- 劉誕（444年－449年）
- 劉紹（449年）
- 劉濬（449年－452年）
- 劉義恭（452年－455年）[7]
- 劉誕（455年－457年）
- 劉延孫（457年－461年）
- 劉子鸞（461年－465年）[9]
- 劉子仁（465年）[10]
- 劉休範（465年－469年）
- 劉休祐（469年－471年）
- 劉休若（471年）
- 劉休範（471年）
- 劉秉（471年－472年）[11]
- 劉景素（472年－476年）
- 劉贊（476年－477年）[12]
- 蕭道成（477年－479年）[13]

南齊南徐州刺史（479年－502年）
- 蕭晃（479年－482年）
- 蕭長懋（482年）[14]
- 蕭子良（482年－483年）
- 蕭晃（483年－484年）
- 蕭鑠（484年－488年）
- 蕭暠（488年－491年）
- 蕭鋒（491年－494年）[15]
- 蕭昭粲（494年）[16]
- 蕭鉉（494年）[17]
- 蕭諶（494年－495年）
- 蕭寶義（495年－499年）[18]
- 蕭寶玄（499年－500年）
- 蕭寶嵩（500年－501年）
- 蕭寶夤（501年－502年）[19]
- 蕭秀（502年）[20]

南梁南徐州刺史（502年－557年）
- 蕭秀（502年－503年）
- 蕭恢（503年－505年）
- 蕭偉（505年－506年）
- 蕭綜（506年－511年）
- 蕭績（511年－517年）
- 蕭綜（517年－521年）[21]
- 蕭綱（521年－523年）[22]
- 蕭續（523年－530年）
- 蕭歡（530年－537年）
- 蕭譽（537年－543年）
- 蕭正義（543年－546年）
- 蕭綸（546年－548年）
- 蕭淵藻（548年－549年）[23]
- 蕭大莊（549年－551年）[22]
- 陳霸先（552年－556年）
- 侯安都（556年－557年）[24]

陳朝南徐州刺史（557年－589年）
- 侯安都（557年）[25]
- 陳擬（558年）[26]
- 徐度（558年－559年）[27]
- 留異（559年）
- 侯安都（559年－563年）
- 黃法𣰋（563年）[28]
- 周寶安（563年－565年）[29]
- 陳伯山（565年－567年）[28]
- 黃法𣰋（567年－568年）
- 淳于量（568年－573年）[30]
- 陳叔英（573年－574年）
- 陳伯山（574年－575年）
- 陳伯固（575年－578年）
- 陳伯仁（578年－580年）
- 陳叔獻（580年）
- 陳叔明（581年－582年）[31]
- 蕭摩訶（582年－583年）[32]
- 陳彥（583年－588年）
- 陳虔（588年）[33]
- 蕭摩訶（588年－589年）[34]